# The Kitchen
The Kitchen es una película estadounidense de comedia dramática y policíaca escrita y dirigida por Andrea Berloff, en su debut como director. La película es protagonizada por Melissa McCarthy, Tiffany Haddish y Elisabeth Moss como esposas de mafiosos irlandeses que asumen las operaciones del crimen organizado en la década de los 70 en el barrio Hell's Kitchen de la ciudad de Nueva York después de que el FBI arreste a sus maridos. La película se estrenó en Estados Unidos el 9 de agosto de 2019.
Producida por New Line Cinema, Bron Creative y Michael De Luca Productions, la película fue estrenada en cines en Estados Unidos el 9 de agosto de 2019 por Warner Bros. Pictures. Recibió críticas en su mayoría negativas de los críticos, que criticaron la intrincada trama y recaudaron $16 millones contra su presupuesto de $38 millones, haciendo de la película una bomba de taquilla.

## Argumento
En Hell's Kitchen 1978, tres mujeres de mediana edad están casadas con miembros de la mafia irlandesa, Kathy y su marido reacio pero amable Jimmy, la afroamericana Ruby está casada con Kevin, el hijo de Helen y heredero del imperio de la mafia, y tímido. Claire está casada con Rob, quien abusa de ella. 
Una noche, los agentes del FBI arrestaron a los hombres y los condenaron a tres años de prisión. El pequeño Jackie se convierte en jefe de la mafia y les dice a las esposas que serán atendidas, pero el dinero no es suficiente para que las mujeres sobrevivan. Cuando las mujeres descubren que las empresas locales que pagan tarifas de protección no están contentas con Little Jackie, comienzan a cobrar tarifas de protección y a ayudar al vecindario, a obtener ganancias y a ser queridas en la comunidad. Cuando Jackie se entera, persigue a las mujeres, pero es asesinado por Gabriel O’Malley, un exagente de la mafia irlandesa llamado por Ruby. Con Jackie fuera del camino y Gabriel como su ejecutor, las mujeres comienzan a dirigir el vecindario y Gabriel y Claire comienzan una relación.
A las mujeres finalmente se les ordena reunirse con Alfonso Coretti, el jefe de la mafia italiana. Sugiere que hagan un trato y les dice que ha arreglado que sus esposos sean liberados de la prisión. Sabiendo que esto amenazará el poder de las mujeres, Coretti dice que las apoyará y les dará más control de la ciudad, y las mujeres aceptarán el trato. Cuando los maridos salen de la prisión, Kevin cree que todavía está a cargo, Jimmy presiona a Kathy para que dejen su vida criminal y Rob está furioso porque Claire lo dejó por Gabriel. Cuando Rob rastrea a Claire, ella lo mata. Después del asesinato de Rob, Corettti les dice a las mujeres que los miembros de su propia banda han puesto un precio a sus cabezas. Ruby ofrece más dinero para que la mafia mate a Kevin y a otros dos mafiosos. El golpe continúa, pero Claire es asesinada cuando un miembro más joven regresa para vengarse.
Después del funeral de Claire, Kathy se da cuenta de que Ruby ha estado pagando a uno de los agentes del FBI. Ruby explica que fue ella quien organizó a sus esposos para que los atraparan la noche en que fueron arrestados originalmente, para poder ella hacerse cargo. Más tarde, Kathy descubre que Jimmy, al no estar contento por no tener un lugar en el negocio, ha llevado a sus hijos a Brooklyn cuando fue a ver a Coretti, en la esperanza de que este no lo matara. Sintiéndose traicionada, Kathy se va, abandonándolo a su irremediable suerte. 
Ruby pide a Kathy que la vea en un local de la calle 42. Cuando Kathy llega, descubre que Ruby y Gabriel planean matarla, pero ella a su vez ha traído a todos los irlandeses locales como respaldo. Gabriel admite que solo había vuelto a la vida porque amaba a Claire, y se va. Kathy dice a Ruby que la única forma en que las dos sobrevivan es trabajando juntas, controlando entre ambas el oeste de la ciuddad, con planes de enfrentarse a Uptown y controlar también el norte.

## Reparto
- Melissa McCarthy como Kathy, una devota madre de dos hijos cuya reticencia inicial para ingresar al dominio criminal eventualmente se ve disminuida por sus hábiles habilidades.[2]
- Tiffany Haddish como Ruby O'Carroll, una forastera en una comunidad irlandesa que busca la autosuficiencia una vez que su esposo no está cerca para protegerla.
- Elisabeth Moss como Claire Walsh, tímida esposa de un esposo abusivo que se enamora de la violencia de su nueva vida.
- Common como Gary Silvers, un agente del FBI.
- Domhnall Gleeson como Gabriel O'Malley, un intenso veterano de Vietnam que trabajó para los pandilleros del vecindario como asesino a sueldo antes de irse de la ciudad para evitar a la policía. Él regresa para ajustar cuentas cuando las esposas toman el control y termina enamorándose de Claire.
- Margo Martindale como Helen O'Carroll, "una mujer que dirige a la mafia irlandesa en secreto".[3]
- Bill Camp como "el jefe de una familia del crimen italiana de Brooklyn".[3]
- Alicia Coppola como Maria Coretti, la esposa del personaje de Camp.
- Brian d'Arcy James como el esposo de Kathy.
- James Badge Dale como Kevin O'Carroll, el esposo de Ruby.
- Jeremy Bobb como Rob Walsh, el violento esposo de Claire.
- James Ciccone como Joe Goon, asesino a sueldo de la familia del crimen Coretti.
- John Sharian como Duffy.
- Stephen Singer como Herb Kanfer.
- Wayne Duvall
- Myk Watford como Little Jackie, quien inicialmente asume el control de uno de los equipos de la mafia después de que su jefe es enviado a prisión.

## Producción

### Desarrollo
En febrero de 2017, Andrea Berloff firmó para dirigir una adaptación de The Kitchen, una miniserie de cómics de Vertigo de Ollie Masters y Ming Doyle. Berloff ya había recibido el encargo de escribir el guion para la adaptación cinematográfica, pero impresionó a los ejecutivos de New Line Cinema, la compañía de producción de la película, con su perspectiva "vanguardista y subversiva".

### Reparto
En noviembre de 2017, Tiffany Haddish, después de una innovadora interpretación en Girls Trip, se unió a la película como una de sus tres principales personajes femeninas. En febrero de 2018, Melissa McCarthy firmó el papel de coprotagonista en la película. En marzo de 2018, Elisabeth Moss se unió al elenco como la última de las tres protagonistas, mientras que Margo Martindale, Bill Camp y Brian d'Arcy James también se incorporaron al elenco. En abril de 2018, se unieron al reparto Domhnall Gleeson, Common, James Badge Dale, Jeremy Bobb, Myk Watford y Alicia Coppola. En mayo de 2018, James Ciccone se unió al elenco.

### Rodaje
La fotografía principal comenzó el 7 de mayo de 2018, en la ciudad de Nueva York.

## Estreno
The Kitchen fue estrenada el 9 de agosto de 2019 por Warner Bros.